# Musoniella
Musoniella es un género de mantis (insecto del orden Mantodea) de la familia Thespidae. Es originario de América.

## Especies
Contiene las siguientes especies:
- Musoniella affinis
- Musoniella argentina
- Musoniella brasiliensis
- Musoniella chopardi
- Musoniella fragilis
- Musoniella ipiranga
- Musoniella laevithorax
- Musoniella longicauda
- Musoniella parva